# Kohut Sándor
Kohut Sándor (angolul: Alexander Kohut), teljes nevén Kohut Sándor György (Félegyháza, 1842. április 22. – New York, 1894. május 25.), élete végét az Amerikai Egyesült Államokban töltő zsidó származású magyar bölcseleti doktor, rabbi, orientalista, Kohut Adolf hírlapíró testvére, George Alexander Kohut hittudós édesapja.

## Élete
Félegyházán született. 1849 elején szüleivel Kecskemétre került, ahol 14 éves korában Deutsch Henrik főelemi tanító előkészítette a gimnázium alsóbb osztályaira, majd az ottani gimnázium III. osztályába lépett. Itt végezte középiskolai tanulmányait a VII. osztályig; egyidejűleg Fischmann F. H. főrabbi vezetése alatt a Talmud és papi szaktudományokban is előhaladt, mindvégig nagybátyja Hoffmann Lázár segítségével. A német nyelv elsajátítása végett 1860-ban a pesti, akkor német állami gimnáziumba ment a VIII. osztályba. Innét a boroszlói papnevelőbe költözött és itt vetette meg tudományának alapját: a zsidó szaktudományokon kívül az egyetemen egyszerre tíz keleti nyelv tanulmányozásába fogott. Dacára annak, hogy emellett még az önfenntartási gondokkal is meg kellett küzdenie, életét magánórák adásával tartotta fenn, sőt fivérét, Adolfot is ebből segítette. 1865-ben Lipcsében a keleti nyelvekből bölcseletdoktori oklevelet nyert. Amikor kitűnő szónoki tehetségének elterjed a híre, a tarnowitzi hitközség (Felső-Sziléziában) őt, noha papi vizsgáját még két év múlva volt leteendő, papjául választotta. Kohut megtartotta próbaszónoklatát, ahol 100 tallért és aranygyűrűt kapott tiszteletdíjképpen; ebből élt egész évig, sőt még magához vett fivérét is támogatta.
1867. január 27-én letette a papi vizsgát, hazájába visszatért. A húsvéti ünnepekre Székesfehérvárra szónoknak hívták: itt olyan sikert aratott, hogy a hitközség azonnal főrabbijának megválasztotta. Az 1868–1869-es általános zsidó kongresszusnak tagja, majd jegyzője lett. Eötvös József báró a megye összes zsidó iskoláinak igazgatójává nevezte ki. 1866-ban a német keleti-társaság megválasztotta tagjának, Eötvös pedig 1868-ban a fejérmegyei izraelita elemi iskolák igazgatójának nevezte ki. 1875-ben a pécsi hitközségtől kapott meghívást; később innen Nagyváradra került. 1885-ben elfogadta a new-yorki Achavat-Cheszed község meghívását, az év május 5-én Amerikába ment és mint a nevezett község rabbija és az általa alapított orthodox Jewish Theological Seminary egyik tanára és igazgatója működött haláláig. Konzervatív szellemisége mérsékelte a szélsőségesebb reformirányzatot, de működése ugyanakkor éles tollharcba keverte mintegy nyolcvanöt amerikai rabbival. A chicagói világkiállításon az executive-comité tagjává választotta és így tőle függött, hogy milyen munkák felolvasását lehet elfogadni. Több tudós társaságnak volt tagja; mint szónok magyarul, németül és angolul prédikált. 52 éves korában hunyt el 1894. május 25-én New-Yorkban.

## Művei

### Folyóiratcikkek
Folyóiratcikkei a Magyar Izraelitában (1864. A Rómában élő zsidók polgári és társadalmi viszonyairól); a Ben-Chananjában (1867. etymologiai fejtegetések); a lipcsei Zeitschrift der deutschen morgenländ. Gesellschaftban (XXI. 1867. Was hat die jüdische Eschatologie aus dem Parsismus aufgenommen? XXV. 1871. Die Adamslegende); az Izraelita Közlönyben (1868. Szaadjas és Maimonidesnek a Talmudhoz viszonyított vallásbölcseleteiről, 1870. Egy zsidó theologiai fakultás felállításának szükségességéről); az Ungarischjüdische Wochenschriftben (I. Über das Verhalten der Juden dem Nichtjuden gegenüber, Agadische Elemente in den mohamedanischen Legenden, Die drei Parcen imTalmud); a Neuzeitban (1871. Eine persisch-talmudische Sage, Zur Beleuchtung einer dunklen Mischna, Zur Erklärung einer schwierigen Raschi-stelle, Erklärung einer talmudischen sprichwörtlichen Redensart); az Allg. Zeitung des Judenthumsban (171. Biblische Quellennachweisung einiger Zoroasterlegenden); a Reformban (1872. 119., 120. sz. Az Istenítéletek); a Beth-Lehemben (1874. Das Hirtenleben unserer Väter); Talmud és a prsismus (Hunfalvy Pál felolv. a m. tud. akadémiában, megjelent a Tenczer-Albumban); a Magyar Zsidó Szemlében (1897. Aboab Izsák a zsidók szenvedéseiről Pernambuco ostromlásakor) stb jelentek meg.

### Önállóan megjelent művek
- 1. Über die jüdische Angelogelogie und Dämonologie in ihrer Abhängigkeit vom Parsismus. Leipzig, 1866.
- 2. Az új korszak. Zsinagogiai beszéd a zsidók egyenjogusíttatása ünnepélyére tartva a székesfejérvári templomban. Pest, 1868.
- 3. Ein wort zur Zeit. Gottesdienstlicher Vortrag. Uo. 1869.
- 4. Abel Kabed. Gedächtnissrede auf weiland H. Dr. M. Zipser. Stuhlweissenburg, 1870.
- 5. Abnér és Batthyányi, történeti párhuzam Batthyányi tetemei ünnepélyes eltakarítása alkalmából. Uo. 1870.
- 6. Kritische Beleuchtung der persischen Pentateuch-Übersetzung von Jacob ben Joseph Tavus, unter stetiger Rücksichtsnahme auf die alten Versionen. Ein Beitrag zur Geschichte der Bibelexegese. Leipzig u. Heidelberg, 1871.
- 7. Etwas über die Moral und die Abschaffungszeit des Buches Tobias. Bresslau. 1872. (Különny. a Jüd. Zeitschrift für Wissenschaft u. Lebenből).
- 8. Üdvözlő szó a pécsi izr. hitközséghez. Székesfehérvár, 1874. (Székfoglaló).
- 9. Bucsúszó, intézve a székesfejérvári izr. hitközség- és a városi közönséghez. Uo. 1874.
- 10. Az ó- és ujkori József élettörténeti párhuzama. Emlékbeszéd, melyet 1875-ben b. Eötvös József halálának IV. évfordulóján a pécsi zsinagogában tartott.
- 11. A zsidók története. A Biblia befejezésétől a jelen korig. Függelékül: A két ezredéven át fejlődött zsidó irodalom történetének kor- és szakszerinti áttekintése. Segédkönyv a középtanodák, polgári iskolák, családi s tanodai könyvtárak számára, . Nagyvárad, 1881.
- 12. A félreismert Izrael. Nagyvárad, 1882.
- 13. Aruch completum, sive Lexicon vocaluba et res, quae in libris Tragumicis, Talmudicis et Midraschicis continentur ... Viennae et Berolini, 1878–92. Kilencz kötet. (Nátan ben Jechiel, Aruch cz. talmud szótárának bővített magyarázó kiadása. Húsz évi fáradságának gyümölcse, melynek kiadásához Kovács Zsigmond pécsi püspök ezer forinttal járult).
- 14. Ethik of the Father's. New-York, 1885–86. Két kötet.
- 15. Talmudical studies. Uo. 1887.
- 16. Semitic studies in memory of... Kirchhain, 1897.

### Kéziratban maradt művei
- Magyar-perzsa gyöknyomozások;
- Mózes öt könyvények magyar fordítása;
- Magyar és német zsinagogai beszédek (nyolc kötet);
- Die Weinkultur bei den Hebräern;
- Alphabetisch geordnete Anlage von Talmud- und Midraschstellen.